# Karpenkove, Burîn
Karpenkove (în ucraineană Карпенкове) este un sat în comuna Cerepivka din raionul Burîn, regiunea Sumî, Ucraina.

## Demografie
Componența lingvistică a localității Karpenkove
     Ucraineană (98,28%)
     Rusă (1,72%)
Conform recensământului din 2001, majoritatea populației localității Karpenkove era vorbitoare de ucraineană (98,28%), existând în minoritate și vorbitori de rusă (1,72%).